# راسيل بي. لونغ
راسيل بي. لونغ (بالإنجليزية: Russell Billiu Long) هو محامي وضابط وسياسي أمريكي، ولد في 3 نوفمبر 1918 في الولايات المتحدة، وتوفي في 9 مايو 2003 في نفس البلد. حزبياً، نشط في الحزب الديمقراطي. وقد انتخب عضو مجلس الشيوخ الأمريكي عن دائرة لويزيانا (31 ديسمبر 1948 – 3 يناير 1987).